# Pylochelidae
Pylochelidae is een familie van kreeftachtigen uit de klasse van de Malacostraca (hogere kreeftachtigen).

## Onderfamilies
- Pomatochelinae Stebbing, 1914
- Pylochelinae Spence Bate, 1888
- Trizochelinae Forest, 1987